# Ramanujan-Graph
Im mathematischen Gebiet der Graphentheorie sind Ramanujan-Graphen Graphen mit besonderen Regularitäts- und Stabilitätseigenschaften, die deshalb in verschiedenen Gebieten der Informatik und Mathematik von Interesse sind.
Der Graph ist nach S. Ramanujan benannt, wobei der Name von Alexander Lubotzky, Ralph Phillips und Peter Sarnak stammt, die 1988 Ramanujan-Graphen einführten (sie benutzten ein Resultat von Ramanujan).

## Definition
Ein zusammenhängender {\displaystyle k}-regulärer Graph ist ein Ramanujan-Graph, wenn alle Eigenwerte {\displaystyle \lambda } der Adjazenzmatrix entweder {\displaystyle \lambda =\pm k} oder {\displaystyle \mid \lambda \mid \leq 2{\sqrt {k-1}}} erfüllen.
Äquivalent lassen sich Ramanujan-Graphen dadurch charakterisieren, dass das Analog der Riemann-Vermutung für die Iharasche Zetafunktion gilt:  alle Polstellen im Bereich {\displaystyle 0\leq Re(s)\leq 1} liegen auf der Geraden {\displaystyle Re(s)={\frac {1}{2}}}.

## Ramanujan-Graphen als optimale Expander
Expander-Graphen sind Graphen mit sehr guten Stabilitätseigenschaften (d. h., sie lassen sich nicht durch Entfernen relativ weniger Kanten in mehrere Zusammenhangskomponenten zerlegen), die deshalb in Mathematik und Informatik von großem Interesse sind. Eine Möglichkeit, die Expansitivität eines {\displaystyle k}-regulären Graphen zu messen, ist durch den zweitgrößten Eigenwert {\displaystyle \lambda _{2}} der Adjazenzmatrix. (Der größte Eigenwert {\displaystyle \lambda _{1}} ist für einen {\displaystyle k}-regulären Graphen immer {\displaystyle \lambda _{1}=k}.)
Für einen {\displaystyle k}-regulären Graphen mit {\displaystyle n} Ecken gilt die Ungleichung
{\displaystyle \lambda _{2}\geq 2{\sqrt {k-1}}-o(1).}
Andererseits gilt für Ramanujan-Graphen {\displaystyle \lambda _{2}\leq 2{\sqrt {k-1}}}, diese haben für große {\displaystyle n} also annähernd optimale Expander-Eigenschaft.

## Konstruktionen
Es gibt verschiedene Konstruktionen von Ramanujan-Graphen. Für Primzahlen {\displaystyle p} benutzten Lubotzky-Philips-Sarnak die Ramanujan-Vermutung um zu beweisen, dass gewisse Quotienten des p-adischen symmetrischen Raums {\displaystyle PGL(2,\mathbb {Q} _{p})/PGL(2,\mathbb {Z} _{p})} {\displaystyle p}-reguläre Ramanujan-Graphen sind. Marcus-Spielman-Srivastava konstruieren {\displaystyle k}-reguläre Ramanujan-Graphen für beliebige {\displaystyle k}.

## Beispiele
Der Petersen-Graph ist ein Ramanujan-Graph.